# Гуччи, Альдо
Альдо Гуччи (итал. Aldo Gucci; 26 мая 1905, Флоренция, Италия — 19 января 1990, Рим, Италия) — итальянский бизнесмен и дизайнер, сын Гуччо Гуччи, основателя семейного бизнеса. Превратил дом Gucci в огромную и успешную корпорацию, работающую во многих странах мира. Стал одним из персонажей художественного фильма Ридли Скотта «Дом Gucci» (2021), где его сыграл Аль Пачино.

## Биография
Альдо Гуччи родился 26 мая 1905 года во Флоренции и стал старшим из пяти детей в семье Гуччо Гуччи и Аиды Кальвелли. У него были три брата (Васко, Родольфо и умерший в 9 лет Энцо) и сестра Гримельда. Альдо получил степень по экономике во флорентийском колледже Сан-Марко.
С 16 лет Альдо работал в первом магазине отца. В 1938 году он открыл первый магазин Gucci за пределами Флоренции, в Риме, а в 1952 — первый магазин за пределами Италии, в Нью-Йорке. После смерти Гуччо Гуччи в 1953 году семейный бизнес был поделен между тремя братьями. Бренд GG обрёл мировую славу благодаря фильму «Путешествие в Италию» (1954). Позже Альдо стал первым послом Италии в США в области моды, получил почётную степень Городского университета Нью-Йорка. Магазины Гуччи появились в Чикаго, Палм-Бич и Беверли-Хиллз, через глобальную сеть франчайзинга компания начала деятельность в Токио и Гонконге. Альдо превратил семейное дело в вертикально интегрированный бизнес с собственными кожевенными заводами, производственными и торговыми помещениями.
После смерти в 1974 году Васко Гуччи Родольфо и Альдо разделили бизнес напополам. Чтобы увеличить свою прибыль, Альдо основал парфюмерную компанию. В 1980 году его сын Паоло открыл собственный бизнес, используя имя Gucci, но Альдо это не одобрил и подал судебный иск, угрожая порвать с любым поставщиком Gucci, который подпишет контракт с Паоло. Тот, стремясь отомстить, в 1984 году вытеснил отца из компании с помощью своего двоюродного брата Маурицио Гуччи. К тому же Паоло сообщил налоговой службе об уклонении Альдо от уплаты налогов. В январе 1986 года Гуччи-старший был приговорен к одному году и одному дню тюрьмы. Он отбыл срок в федеральном лагере для военнопленных на базе ВВС Эглин, штат Флорида.
В 1989 году Альдо продал свою долю дома Gucci компании Investcorp. У Маурицио не было опыта работы в бизнесе, поэтому он находился в тяжелом экономическом положении. Он умер в Риме в 1990 году, в возрасте 84 лет, от рака предстательной железы в январе 1990 года и был похоронен в семейной усыпальнице во Флоренции.

## Личная жизнь
В 1927 году Альдо Гуччи женился на Олвен Прайс. В этом браке родились трое сыновей — Джорджо, Паоло и Роберто. У Альдо был роман с Бруной Паломбо, родившей в 1963 году дочь Патрицию. В 1981 году Гуччи женился на Бруне в Америке, хотя его брак с Олвен Прайс оставался нерасторгнутым.

## В массовой культуре
Альдо Гуччи стал одним из героев художественного фильма Ридли Скотта «Дом Gucci» (2021), где его сыграл Аль Пачино. Патриция Гуччи была возмущена таким выбором. «Альдо был красавцем, как все Гуччи, высоким, с голубыми глазами, очень элегантным. И вот его играет Аль Пачино — низкий, толстый, с дурацкими бакенбардами. Да просто урод. Это настоящий позор», — заявила она.